# Franz Karl von Wendt
Franz Karl von Wendt (* 1675; † 18. Mai 1748) war ein kurhannoverscher General.

## Leben
Franz Karl war Angehöriger des Adelsgeschlechts von Wendt. Er trat in das Militär ein und bestritt eine Offizierslaufbahn. 1711 stand Wendt im Rang eines Oberstleutnants und wechselte 1714 als Oberst ins Reuterregiment „Saint-Laurent“.
Er erhielt dann 1716 als Inhaber das Dragonerregiment Nr. 1, avancierte 1723 zum Brigadier, 1732 zum Generalmajor und am 17. Januar 1735 zum Generalleutnant. 1740 wurde er General, trat 1743 an die Stelle des Generals du Pontpietin und wurde im Mai 1745 durch General von Ilten ersetzt.
Von 1716 bis 1745 führte das Dragonerregiment Nr. 1 den Namen „von Wendt“. Mit seinem Regiment nahm er am Großen Nordischen Krieg teil und war u. a. am 6. März 1719 am Gefecht bei Walsmühlen unter Generalleutnant von Bülow gegen die Truppen von Mecklenburg-Schwerin unter Generalmajor von Schwerin beteiligt.